# Akademik Lomonosov
L'Akademik Lomonosov (en russe : Академик Ломоносов) est une barge qui porte, en 2019, la première centrale nucléaire flottante russe en exploitation, équipée de deux réacteurs d'une puissance de 35 MW chacun. Le navire est nommé d'après l'académicien russe Mikhaïl Lomonossov. Conçu et exploité par Rosatom, il a été mis en service intégralement en mai 2020 après une mise en service partielle en décembre 2019.

## Construction et opérations

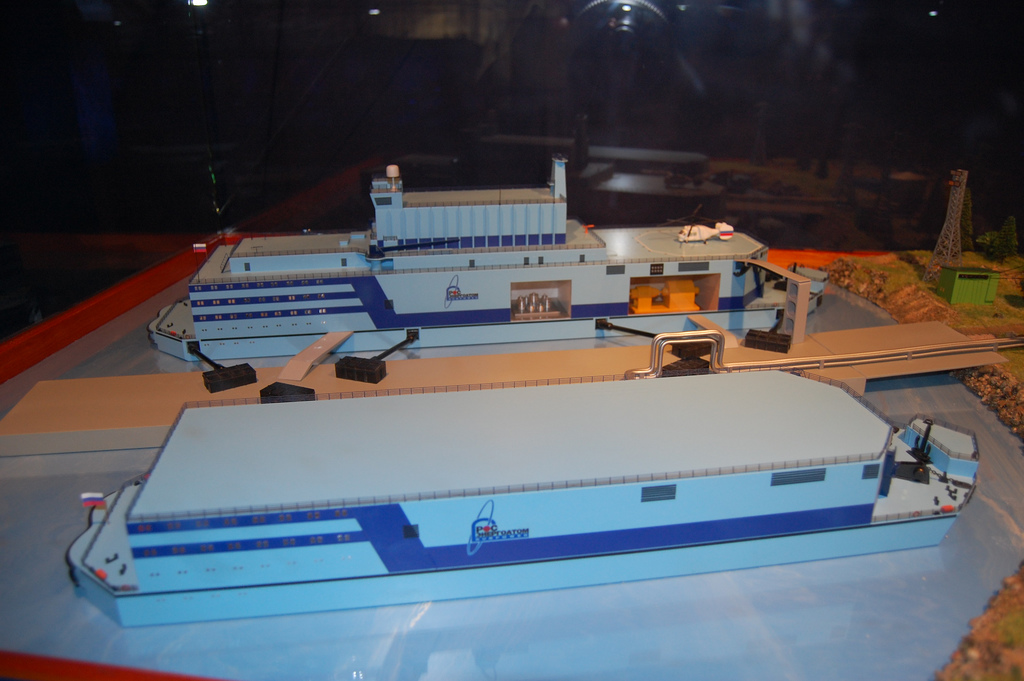
Maquette présentée en 2008 de l'Akademik Lomonosov.

### Construction
Le navire a été construit par le chantier naval de la Baltique à Saint-Pétersbourg en 2006, puis chargé en combustible en 2019 à Mourmansk.

### Description
La barge mesure 144 mètres de long et 30 mètres de large, et embarque un équipage d'environ 70 personnes. Il est dépourvu de moteur et ne peut donc se déplacer par lui même.
La centrale a une puissance électrique de 70 MW grâce à ses deux réacteurs à eau pressurisée de type KLT-40S d'une puissance unitaire de 35 MW (30 MWnet,) qui utilisent un combustible nucléaire avec l'uranium faiblement enrichi. Cette centrale génère suffisamment de puissance pour alimenter une ville de 100 000 habitants et permet d'éviter l'émission de 50 000 tonnes de CO2 chaque année.
C'est la première centrale commerciale flottante raccordée au réseau électrique.

### Activités
Du 23 août 2019 au 14 septembre 2019, la barge a fait 5 000 kilomètres pour rejoindre par la mer la ville reculée de Pevek, en Sibérie orientale, où elle a été raccordée au réseau électrique local en décembre 2019,,.
En mai 2020, Rosatom annonce la mise en service complète de la centrale, qui a déjà produit plus de 47 GWh depuis sa mise en service partielle en décembre 2019. Rosatom la considère comme un projet pilote, qui a certes « coûté cher après de nombreuses études et essais techniques, mais à terme, la production en série permettra de baisser les coûts et de vendre à l'export ».

### Projets
La centrale a permis de relancer les activités minières de la région de la Tchoukotka. Pour les alimenter en énergie, quatre autres barges flottantes similaires doivent suivre le long de la côte de Tchoukotka. Selon Rosatom, cette première réalisation de petits réacteurs modulaires (SMR) est suivie de près par une dizaine de clients potentiels : pays d'Amérique latine, d'Asie et d'Afrique, avec des territoires insulaires et littoraux isolés. Une nouvelle génération, à la fois plus petite et plus puissante, est à l'étude.

## Sécurité
Le constructeur Rosatom assure que des marges de sécurité importantes ont été prises afin d’éviter tout accident nucléaire notamment vis-a-vis des risques de tsunamis et autres catastrophes naturelles et que la centrale respecte tous les prérequis demandés par l’AIEA. Bien que l'Akademik Lomonosov soit un projet unique en son genre, sa conception est basée sur le retour d'expérience de plus de 400 années-réacteurs d'exploitation de réacteurs similaires qui équipent les brise-glaces russes à propulsion nucléaire[réf. souhaitée].

### Inquiétudes et critiques
Cependant, Greenpeace la qualifie de « Tchernobyl flottant » et demande comment elle réagirait en cas de tsunami. La Bellona Foundation a publié un rapport expliquant pourquoi l'idée d'une centrale flottante serait, selon elle, une très mauvaise idée.